# Уріель Антуна
Уріель Антуна (ісп. Uriel Antuna, нар. 21 серпня 1997, Гомес-Паласіо) — мексиканський футболіст, нападник клубу «Крус Асуль» і національної збірної Мексики, у складі якої — володар Золотого кубка КОНКАКАФ.

## Клубна кар'єра
Народився 21 серпня 1997 року в місті Гомес-Паласіо. Вихованець футбольної школи клубу «Сантос Лагуна». Дорослу футбольну кар'єру розпочав 2017 року в основній команді того ж клубу.
Влітку 2017 року молодий мексиканець уклав чотирирічний контракт з англійським «Манчестер Сіті», звідки невдовзі для здобуття ігрового досвіду був відданий в оренду до нідерландського «Гронінгена», де провів півтора сезони як гравець ротації.
Згодом протягом 2019 року також на правах оренди захищав кольори американського «Лос-Анджелес Гелаксі».
Наприкінці 2019 року повернувся на батьківщину, ставши на умовах повноцінного контракту гравцем «Гвадалахари».
На початку 2022 року перейшов до лав команди «Крус Асуль».

## Виступи за збірні
Протягом 2017–2021 років залучався до складу молодіжної збірної Мексики. На молодіжному рівні зіграв у 20 офіційних матчах, забив 6 голів.
2021 року захищав кольори олімпійської збірної Мексики. У складі цієї команди провів 6 матчів, забив 1 гол. У складі збірної — учасник  футбольного турніру на Олімпійських іграх 2020 в Токіо (відбувався 2021 року), на якому команда здобула бронзові олімпійські нагороди.
Раніше, 2019 року, дебютував в офіційних матчах й у складі національної збірної Мексики. Того ж року взяв участь в усіх шести іграх мексиканців у тогорічному розіграші Золотого кубка КОНКАКАФ, де відзначився п'ятьма забитими голами і допоміг команді здобути свій 11-ий титул континентальних чемпіонів.
2022 року був включений до заявки збірної на тогорічний чемпіонат світу в Катарі.
| Дата       | Місто             | Господарі          | Результат               | Гості              | Турнір                                   | Голи | Примітки |
| ---------- | ----------------- | ------------------ | ----------------------- | ------------------ | ---------------------------------------- | ---- | -------- |
| 5-6-2019   | Атланта           | Мексика            | 3 – 1                   | Венесуела          | товариський матч                         | -    | 68'      |
| 9-6-2019   | Арлінгтон         | Мексика            | 3 – 2                   | Еквадор            | товариський матч                         | -    | 72'      |
| 16-6-2019  | Денвер            | Мексика            | 7 – 0                   | Куба               | Кубок КОНКАКАФ 2019 - 1-й етап           | 3    |          |
| 19-6-2019  | Денвер            | Мексика            | 3 – 1                   | Канада             | Кубок КОНКАКАФ 2019 - 1-й етап           | -    |          |
| 23-6-2019  | Шарлотт           | Мартиніка          | 2 – 3                   | Мексика            | Кубок КОНКАКАФ 2019 - 1-й етап           | 1    |          |
| 29-6-2019  | Х'юстон           | Мексика            | 1 – 1 д.ч. (5-4 п.п.)   | Коста-Рика         | Кубок КОНКАКАФ 2019 - чвертьфінал        | -    | 85'      |
| 3-7-2019   | Глендейл          | Гаїті              | 0 – 1 д.ч.              | Мексика            | Кубок КОНКАКАФ 2019 - півфінал           | -    | 52'      |
| 7-7-2019   | Чикаго            | Мексика            | 1 – 0                   | США                | Кубок КОНКАКАФ 2019 - Фінал              | 1    | 82'      |
| 7-9-2019   | Нью-Йорк          | США                | 0 – 3                   | Мексика            | товариський матч                         | 1    | 72'      |
| 12-10-2019 | Гамільтон         | Бермудські Острови | 1 – 5                   | Мексика            | Ліга націй КОНКАКАФ 2019-2020 - 2-й етап | 1    |          |
| 16-10-2019 | Мехіко            | Мексика            | 3 – 1                   | Панама             | Ліга націй КОНКАКАФ 2019-2020 - 2-й етап | -    | 89'      |
| 16-11-2019 | Панама            | Панама             | 0 – 3                   | Мексика            | Ліга націй КОНКАКАФ 2019-2020 - 2-й етап | -    | 70'      |
| 20-11-2019 | Мехіко            | Мексика            | 2 – 1                   | Бермудські Острови | Ліга націй КОНКАКАФ 2019-2020 - 2-й етап | 1    |          |
| 1-10-2020  | Мехіко            | Мексика            | 3 – 0                   | Гватемала          | товариський матч                         | -    | 61'      |
| 14-11-2020 | Вінер-Нойштадт    | Південна Корея     | 2 – 3                   | Мексика            | товариський матч                         | -    | 54'      |
| 17-11-2020 | Грац              | Японія             | 0 – 2                   | Мексика            | товариський матч                         | -    | 64' 84'  |
| 29-5-2021  | Арлінгтон         | Мексика            | 2 – 1                   | Ісландія           | товариський матч                         | -    |          |
| 3-6-2021   | Денвер            | Мексика            | 0 – 0 д.ч. (5 – 4 п.п.) | Коста-Рика         | Ліга націй КОНКАКАФ 2019-2020 - півфінал | -    |          |
| 6-6-2021   | Денвер            | США                | 3 – 2 д.ч.              | Мексика            | Ліга націй КОНКАКАФ 2019-2020 - Фінал    | -    | 79'      |
| 12-6-2021  | Атланта           | Мексика            | 0 – 0                   | Гондурас           | товариський матч                         | -    | 69'      |
| 30-6-2021  | Нашвілл           | Мексика            | 3 – 0                   | Панама             | товариський матч                         | -    | 74'      |
| 2-9-2021   | Мехіко            | Мексика            | 2 – 1                   | Ямайка             | Відбір до ЧС 2022                        | -    | 46'      |
| 8-9-2021   | Панама            | Панама             | 1 – 1                   | Мексика            | Відбір до ЧС 2022                        | -    | 46'      |
| 7-10-2021  | Мехіко            | Мексика            | 1 – 1                   | Канада             | Відбір до ЧС 2022                        | -    | 46'      |
| 10-10-2021 | Мехіко            | Мексика            | 3 – 0                   | Гондурас           | Відбір до ЧС 2022                        | -    | 90+2'    |
| 27-10-2021 | Шарлотт           | Мексика            | 2 – 3                   | Еквадор            | товариський матч                         | -    | 67'      |
| 8-12-2021  | Остін (Техас)     | Мексика            | 2 – 2                   | Чилі               | товариський матч                         | -    | 60' 83'  |
| 27-1-2022  | Кінгстон (Ямайка) | Ямайка             | 1 – 2                   | Мексика            | Відбір до ЧС 2022                        | -    | 71'      |
| 27-3-2022  | Сан-Педро-Сула    | Гондурас           | 0 – 1                   | Мексика            | Відбір до ЧС 2022                        | -    | 67'      |
| 30-3-2022  | Мехіко            | Мексика            | 2 – 0                   | Сальвадор          | Відбір до ЧС 2022                        | 1    | 64'      |
| 6-6-2022   | Чикаго            | Мексика            | 0 – 0                   | Еквадор            | товариський матч                         | -    | 28'      |
| 14-6-2022  | Кінгстон (Ямайка) | Ямайка             | 1 – 1                   | Мексика            | Ліга націй КОНКАКАФ 2022-2023 - 1-й етап | -    | 64'      |
| 31-8-2022  | Атланта           | Мексика            | 0 – 1                   | Парагвай           | товариський матч                         | -    |          |
| 25-9-2022  | Пасадена          | Мексика            | 1 – 0                   | Перу               | товариський матч                         | -    | 62'      |
| 28-9-2022  | Санта-Клара       | Мексика            | 2 – 3                   | Колумбія           | товариський матч                         | -    | 77'      |
| 9-11-2022  | Жирона            | Мексика            | 4 – 0                   | Ірак               | товариський матч                         | 1    | 46'      |
| 16-11-2022 | Жирона            | Мексика            | 1 – 2                   | Швеція             | товариський матч                         | -    | 46'      |
| Усього     |                   | Матчів             | 37                      |                    | Голів                                    | 10   |          |

## Титули і досягнення
- Володар Золотого кубка КОНКАКАФ (1): 2019